# Església romànica de Santa Maria d'Artés
|  | No s'ha de confondre amb Santa Maria d'Artés. |

L'Església romànica de Santa Maria d'Artés és un edifici del municipi d'Artés (Bages) inclosa en l'Inventari del Patrimoni Arquitectònic de Catalunya.

## Descripció
Les restes de l'església romànica de Sta. Maria d'Artés, concretament l'àbsis i un fragment de nau. L'església romànica del segle xii fou modificada al S. XV i XVI i part de la nau que avui es conserva fou destinada posteriorment com una de les parets de l'habitatge veí.
L'absis és l'element més interessant car conserva una gran originalitat en la seva planta poligonal de cinc cares, relacionada amb formes tardoromàniques o gòtiques. L'absis és decorat amb un fris que deuria recórrer tot el seu perímetre i que reproduïa senzilles formes vegetals; al bell mig del mur hi ha una finestra de doble esqueixada. El conjunt és coronat per un fris d'arcuacions cegues amb temes escultòrics senzills que avui són tapats per les construccions annexes.

## Història
L'església de Sta. Maria d'Artés era l'església del Castell i alhora la parroquial del lloc; els comtes de Barcelona van cedir el domini d'aquest lloc a la Seu Episcopal de Vic. Entre els anys 889 i 890 el rei Odó de França va concedir al bisbe de Vic tot el domini sobre la Vall d'Artés confirmen l'antiga donació comtal. L'església és esmentada ja l'any 972 i era coneguda amb el nom de Sta. Maria del Puig d'Artés ja al segle xiii. El primer temple fou substituït per una nova obra al segle xii (de la qual es conserva l'absis) que posteriorment fou modificada als segles XV i XVI.